# Pablo R. San Martín
Pablo Rubens San Martín (* 4. Januar 1934 in Montevideo; † 29. März 1969 ebenda), meist als Pablo R. San Martín zitiert, war ein uruguayischer Insektenkundler und Arachnologe, der sich vornehmlich den Skorpionen (Scorpiones), den Zweiflüglern (Diptera) und den Doppelschwänzen (Diplura) widmete. Wenige Monate vor seinem Tod hatte er einen Hochschulabschluss (Licenciado) in den Biowissenschaften erworben und er war Dozent für Insektenkunde an der Fakultät für Geistes- und Naturwissenschaften an der Universidad de la República.

## Leben
San Martín war bereits in seiner Kindheit ein begeisterter Naturforscher, wobei er sich im Laufe der Jahre immer mehr der Entomologie zuwandte. Er war ein hervorragender Feldsammler, der zahlreiche Exemplare aus verschiedenen zoologischen Gruppen zusammentrug, die sich später als neu für die Wissenschaft erwiesen. 1953 wurde er ehrenamtlicher Mitarbeiter an der entomologischen Abteilung des Museo Nacional de Historia Natural de Uruguay. Er nahm an den nahm an den Expeditionen des Museums nach Mato Grosso und in den bolivianischen Osten (1955) sowie zum Orinoco in Venezuela (1957) teil, bei denen er etwa 55.000 Insekten und andere Gliederfüßer sammelte. Hierüber entstanden in Zusammenarbeit mit dem Kameramann Roberto Gardiol die beiden Dokumentarfilme Termites arborícolas sudamericanas und Artrópodos de selva tropical. 1961 war er Mitbegründer der Sociedad Zoológica del Uruguay in Montevideo, wo er als erster Schatzmeister fungierte.  
San Martín gewann unter anderen Preise auf den internationalen Kongressen des Wissenschaftsfilms in Wien (1956) und Amsterdam (1957). 1966 war er Stipendiat der renommierten John Simon Guggenheim Foundation. Ferner nahm er an den lateinamerikanischen Zoologiekongressen in São Paulo (1962) und Santiago de Chile (1965) sowie am Simpósio da Biota Amazônica (Belém, 1966) teil. 
San Martíns Bibliographie umfasst 43 Schriften.
Er starb am 29. März 1969 in Montevideo im Alter von 35 Jahren.

## Erstbeschreibungen unter der Beteiligung von Pablo R. San Martín
- Bothriurus bucherli San Martín, 1963
- Bothriurus vachoni San Martín, 1968
- Bothriurus rochensis San Martín, 1965
- Bothriurus sooretamensis San Martín, 1966
- Urophonius paynensis San Martín & Cekalovic, 1968
- Biclavula San Martín, 1963
- Pentacladiscus San Martín, 1963
- Biclavula wygodzinskyi San Martín, 1963
- Pentacladiscus manegarzoni San Martín, 1963
- Pentacladiscus schubarti San Martín, 1963
- Symphylurinus antenofloridus San Martín, 1964
- Symphylurinus carbonelli Mañé-Garzón & San Martín, 1960
- Symphylurinus cuelloi San Martín, 1962
- Symphylurinus fuquesi San Martín, 1967
- Symphylurinus klappenbachi San Martín, 1962
- Symphylurinus legrandi Mañé-Garzón & San Martín, 1960
- Symphylurinus monnei San Martín, 1966
- Symphylurinus monoglandularis San Martín & Sandulski, 1963
- Symphylurinus palermi San Martín, 1967
- Symphylurinus spinidentatus San Martín, 1966
- Symphylurinus rosasandulskiae San Martín, 1962
- Symphylurinus quadrispatulus San Martín, 1969
- Amblypinodes munoai Mañé-Garzón & San Martín, 1961

## Dedikationsnamen
Pablo R. San Martín wurden die Arten Melanophryniscus sanmartini Klappenbach, 1968, Allobates sanmartini (Rivero, Langone & Prigioni, 1986), Pleuromeris sanmartini Klappenbach, 1970, Margeana sanmartini Mañé-Garzón & Holcman-Spector, 1974 sowie Necydaliella sanmartini Zajciw, 1960 gewidmet.